# Trichonta subterminalis
Trichonta subterminalis is een muggensoort uit de familie van de paddenstoelmuggen (Mycetophilidae). De wetenschappelijke naam van de soort is voor het eerst geldig gepubliceerd in 1996 door Zaitzev & Menzel.